# The Uses of Literacy
The Uses of Literacy. Aspects of Working-Class Life és una obra del sociòleg i estudiós de la literatura anglès Richard Hoggart escrita el 1957, considerada com un dels pilars fundacionals dels estudis culturals, i molt important en el cànon dels estudis dels media. El propòsit de l'autor és analitzar la cultura de masses de la dècada de 1950 i els anys precedents i com ha repercutit en els costums de la classe obrera al Regne Unit. Com que el mateix Hoggart prové d'una família proletària del nord d'Anglaterra, bona part del que narra té una font bibliogràfica i un fort caràcter personal, alhora que hi utilitza anàlisis de pulp fiction, revistes populars, diaris, literatura d'entreteniment o d'altres imatges produïdes en massa (pin-ups, el cinema de Hollywood, els tabloides) com a fenòmens "forans" i "aliens" al vocabulari autòcton d'una comunitat donada, i els seus efectes en el llenguatge i la cultura. A partir d'un intent de definició de la classe obrera, va traçant una oposició de classes imaginada des de la cultura. Els "nosaltres" i els "ells" (them and us) que reflecteixen el llenguatge, els costums i les percepcions, A partir d'aquesta idea de separació cultural comença a analitzar l'àmbit cultural propi i allò imposat "des de dalt". Es tracta d'una crítica de la "massificació" i la publicitat de masses, entesa com a contrària a una cultura popular pròpia de l'estrat treballador, i un mitjà homogeneitzador. Hoggart adverteix de la desaparició de formes culturals del món urbà, destruïdes per l'empenta d'una incipient però poderosa cultura de masses.
Aquest llibre va iniciar un canvi de percepció sobre les nocions de cultura i classe social, i se l'ha destacat com iniciador d'un canvi en els paradigmes acadèmics. La idea que la cultura (part de la superestructura, en termes marxistes) és una àrea privilegiada per a la investigació de fenòmens polítics socials va rebre molta empenta arran de la publicació d'aquest llibre i d'altres que formen part dels inicis dels estudis culturals, com l'obra de Raymond Williams. Com indica John Corner en el seu estudi i preludi a una entrevista a Hoggart, la diferència entre tots dos autors es troba en el tipus d'anàlisi de la idea de cultura amb relació a la societat obrera. Williams comença amb una interpretació històrica, que interroga sobre l'evolució dels vincles entre cultura, poder i societat, mentre que Hoggart s'introdueix en el funcionament del proletariat com a classe des del present i el passat immediat, al·ludint a estructures culturals pròpies que oposa a una cultura de masses que prové des de dalt.